# Cantonul Alès-Ouest
Cantonul Alès-Ouest este un canton din arondismentul Alès, departamentul Gard, regiunea Languedoc-Roussillon, Franța.

## Comune
- Alès (parțial, reședință)
- Cendras
- Saint-Christol-lès-Alès
- Saint-Jean-du-Pin
- Saint-Paul-la-Coste
- Soustelle